# Wignehies
Wignehies est une commune française située dans le département du Nord, en région Hauts-de-France.

## Géographie

### Localisation
Wignehies se situe dans le sud-est du département du Nord (Hainaut) en plein cœur du parc naturel régional de l'Avesnois. L'Avesnois est connu pour ses prairies, son bocage et son relief un peu vallonné dans sa partie sud-est (début des contreforts des Ardennes), dite « petite Suisse du Nord ».

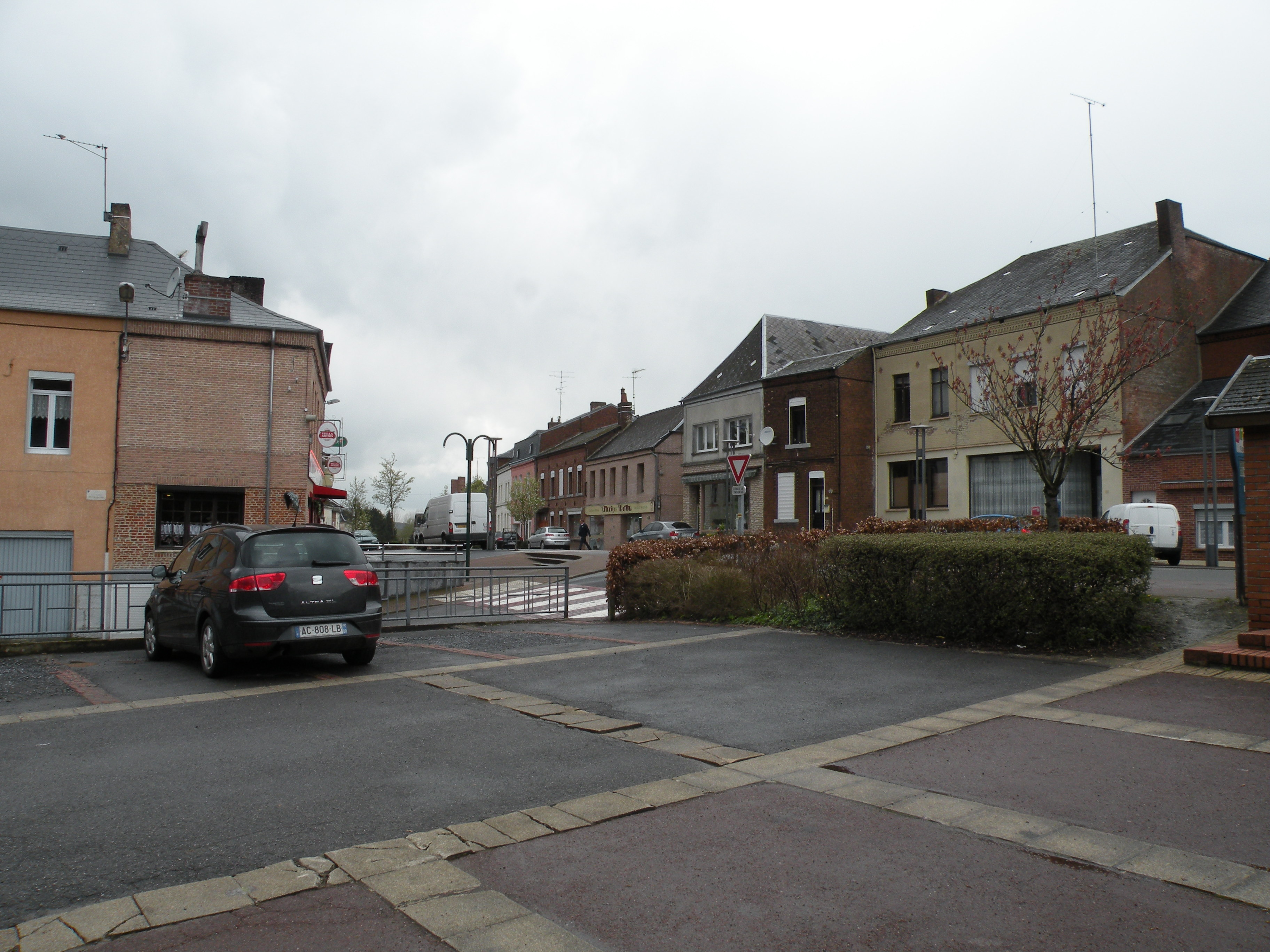
La place de l'église.

Wignehies fait partie administrativement de l'Avesnois, géologiquement des Ardennes, historiquement du Hainaut et ses paysages rappellent la Thiérache.
La commune se trouve à 110 km de Lille (Préfecture du Nord), Bruxelles (Belgique) ou Reims (Marne), à 55 km de Valenciennes, Mons (B) ou Charleroi (B) et à 16 km d'Avesnes-sur-Helpe (Sous-Préfecture). Wignehies jouxte la ville de Fourmies.
La Belgique se trouve à 10 km et Wignehies jouxte le département de l'Aisne.

### Communes limitrophes
|                   | Féron                 |          |
| Rocquigny (Aisne) | Wignehies             | Fourmies |
|                   | Clairfontaine (Aisne) |          |

### Hydrographie

#### Réseau hydrographique
La commune est située dans le bassin Artois-Picardie. Elle est drainée par l'Helpe Mineure, le ruisseau de la Fontaine Rouge, le ruisseau du Petit Moulin, le ruisseau de la Fontaine des nourris, le ruisseau des Maillets, le ruisseau des Ringeards, les Vieux Sarts, les Willeux et un autre petit cours d'eau,.
L'Helpe Mineure, d'une longueur de 50 km, prend sa source dans la commune de Ohain et se jette  dans la Sambre canalisée à Locquignol, après avoir traversé douze communes. 

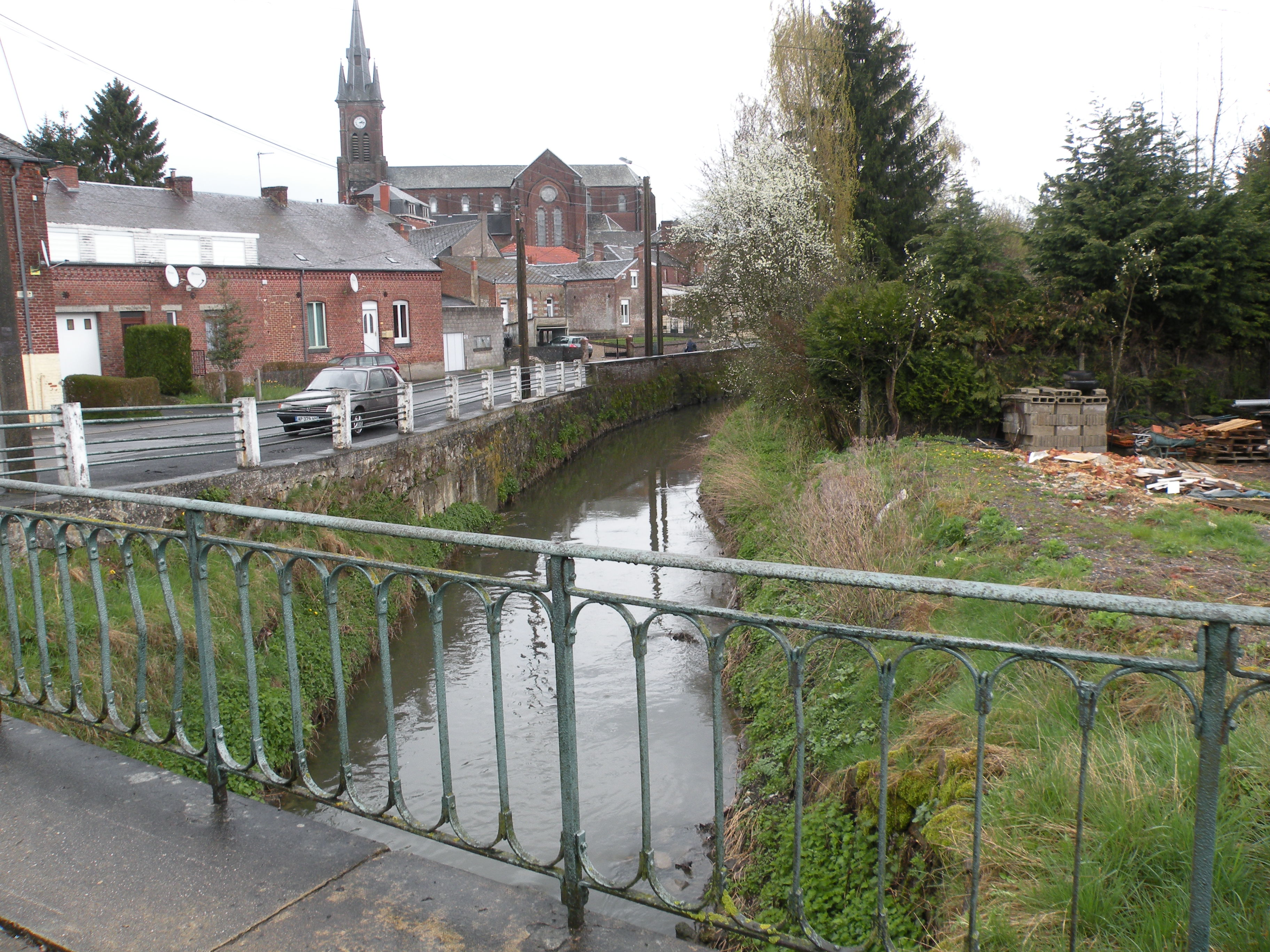
L'Helpe Mineure.
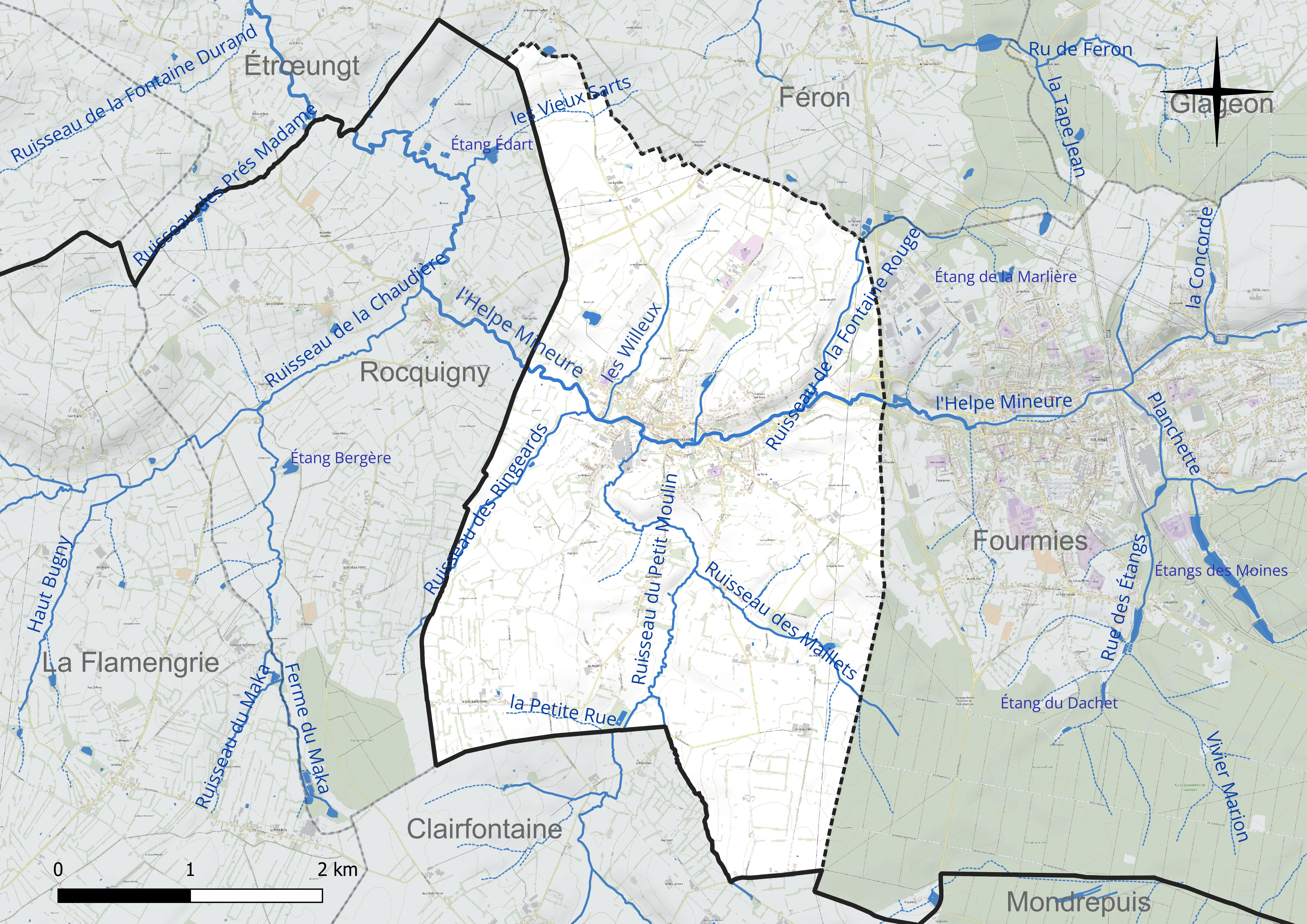
Réseau hydrographique de Wignehies.

#### Gestion et qualité des eaux
Le territoire communal est couvert par le schéma d'aménagement et de gestion des eaux (SAGE) « Sambre ». Ce document de planification concerne un territoire de 1 253 km2 de superficie, délimité par le bassin versant de la Sambre. Le périmètre a été arrêté le 1er novembre 2003 et le SAGE proprement dit a été approuvé le 21 septembre 2012, puis modifié le 18 août 2022. La structure porteuse de l'élaboration et de la mise en œuvre est le syndicat mixte du parc naturel régional de l'Avesnois. 
La qualité des cours d'eau peut être consultée sur un site dédié géré par les agences de l'eau et l'Agence française pour la biodiversité. 

### Climat
Pour des articles plus généraux, voir Climat des Hauts-de-France et Climat du Nord.
En 2010, le climat de la commune est de type climat des marges montargnardes, selon une étude du CNRS s'appuyant sur une série de données couvrant la période 1971-2000. En 2020, Météo-France publie une typologie des climats de la France métropolitaine dans laquelle la commune est exposée à un climat océanique altéré et est dans la région climatique  Nord-est du bassin Parisien, caractérisée par un ensoleillement médiocre, une pluviométrie moyenne régulièrement répartie au cours de l'année et un hiver froid (3 °C). 
Pour la période 1971-2000, la température annuelle moyenne est de 9,6 °C, avec une amplitude thermique annuelle de 15,3 °C. Le cumul annuel moyen de précipitations est de 894 mm, avec 13,1 jours de précipitations en janvier et 9,8 jours en juillet. Pour la période 1991-2020, la température moyenne annuelle observée sur la station météorologique la plus proche, située sur la commune de Saint-Hilaire-sur-Helpe à 15 km à vol d'oiseau, est de 10,5 °C et le cumul annuel moyen de précipitations est de 802,4 mm,. Pour l'avenir, les paramètres climatiques de la commune estimés pour 2050 selon différents scénarios d'émission de gaz à effet de serre sont consultables sur un site dédié publié par Météo-France en novembre 2022.

## Urbanisme

### Typologie
Au 1er janvier 2024, Wignehies est catégorisée bourg rural, selon la nouvelle grille communale de densité à sept niveaux définie par l'Insee en 2022.
Elle appartient à l'unité urbaine de Fourmies, une agglomération intra-départementale regroupant deux  communes, dont elle est une commune de la banlieue,,. Par ailleurs la commune fait partie de l'aire d'attraction de Fourmies, dont elle est une commune de la couronne,. Cette aire, qui regroupe 7 communes, est catégorisée dans les aires de moins de 50 000 habitants,.

### Occupation des sols
L'occupation des sols de la commune, telle qu'elle ressort de la base de données européenne d'occupation biophysique des sols Corine Land Cover (CLC), est marquée par l'importance des territoires agricoles (90,7 % en 2018), une proportion sensiblement équivalente à celle de 1990 (91,2 %). La répartition détaillée en 2018 est la suivante : 
prairies (86,1 %), zones urbanisées (9,2 %), terres arables (4,7 %). L'évolution de l'occupation des sols de la commune et de ses infrastructures peut être observée sur les différentes représentations cartographiques du territoire : la carte de Cassini (XVIIIe siècle), la carte d'état-major (1820-1866) et les cartes ou photos aériennes de l'IGN pour la période actuelle (1950 à aujourd'hui).

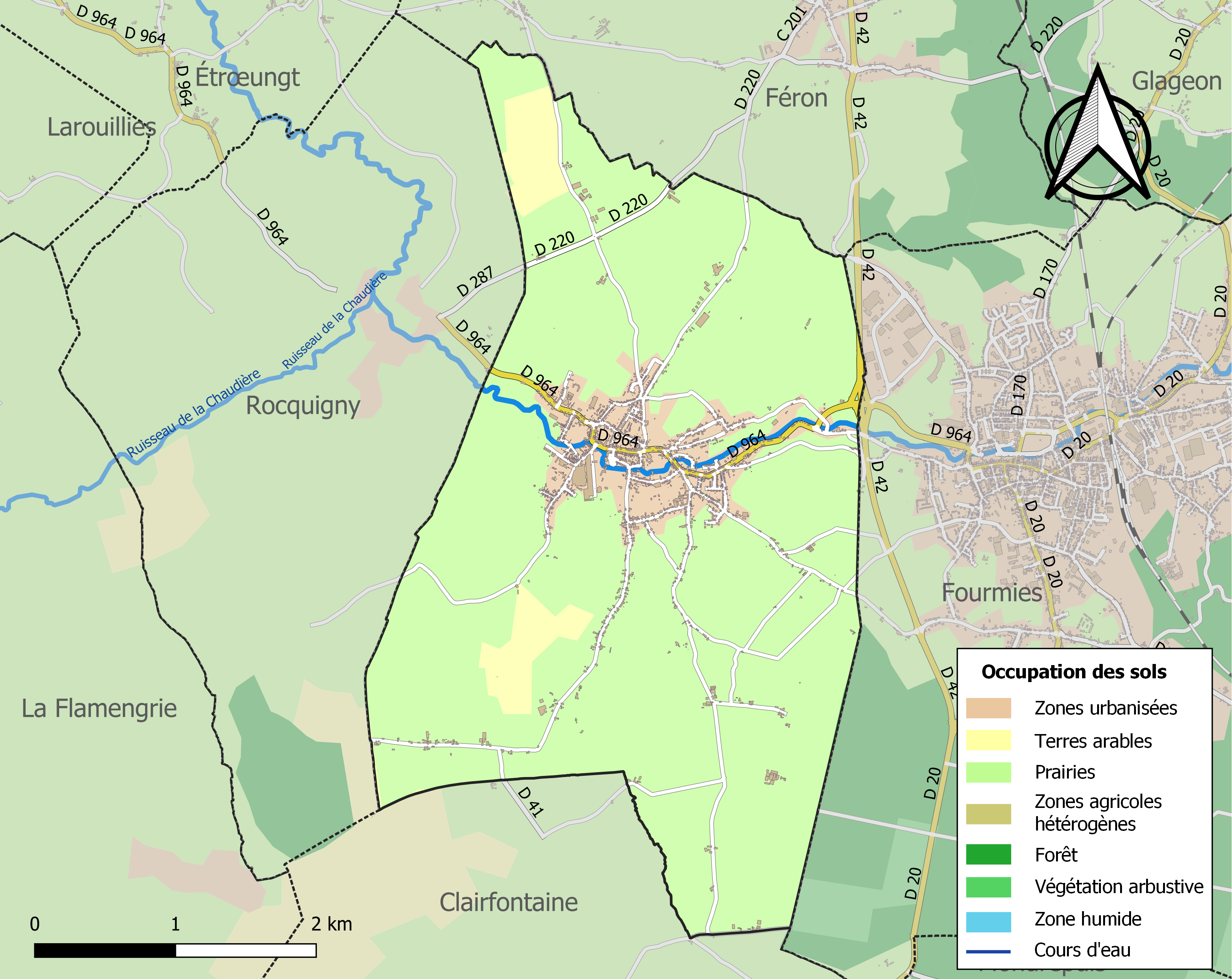
Carte des infrastructures et de l'occupation des sols de la commune en 2018 (CLC).

## Toponymie
Noms anciens : Wiggnics, 1115, Cart. de l'abb. de Bourbourg., Wigneries, 1186, J. de G., ann. du Hain. XII, 339., Wingnechies , 1223 , Cart. de la terre de Guise., Wuinehies, 1285, 1er Cart. du Hainaut. — Wignezies, 1484, Manusc. de la bibl. de Val. — Wignies, 1349, Pouillé de Cambrai. — Vugnies-en-Tiérasse, 1387, Lettre de rémission de Charles VI, roi de France. — Wignehies, 1740 doc. top..[réf. nécessaire]

## Histoire
- 843 : En 843, avec le traité de Verdun, le partage de l'empire carolingien entre les trois petits fils de Charlemagne octroie à Lothaire I, la Francie médiane qui comprend le Hainaut dont fait partie le village.

- 855 : En 855, avec le traité de Prüm qui partage la Francie médiane entre les trois fils de Lothaire I, le Hainaut est rattaché à la Lotharingie dont hérite Lothaire II.

- 870 : En 870, avec le traité de Meerssen après la mort de Lothaire II, une partie de la Lotharingie dont fait partie le Hainaut est rattachée à la Francie occidentale.

- 880 : En 880, avec le traité de Ribemont, le Hainaut est rattaché à la Francie orientale qui deviendra le Saint-Empire romain germanique en 962.
- 1790 : à la suite de la subdivision des départements français en districts, à partir de 1790, Wignehies se trouve dans le canton d'Etroeungt, lequel appartient au district d'Avesnes jusqu'en 1795, date à laquelle les districts sont supprimés par la constitution du 5 fructidor An III (22 août 1795). Ils seront remplacés par les arrondissements créés par la loi du 28 pluviôse an VIII (17 février 1800)

- 1866 : François BOUSSUS, industriel textile, décide d'implanter sa propre filature sur une pâture de plus de 2 hectares au lieu-dit "Le Village". Seront construits sur ce terrain, traversé par l'Helpe mineure et où coule un ruisseau, un peignage et une filature.

- 1871 : Le site voit la construction du tissage permettant ainsi de réaliser les 3 étapes de production : le peignage de la laine, la filature et le tissage.

- 1892 : L'église Saint-Étienne est inaugurée le 18 avril 1892. Au même emplacement, il y avait une ancienne église construite en 1687 et démolie en 1891.

- 1914 - 1918 : 1ère guerre mondiale : Les Allemands entrent dans Wignehies le 26 août 1914. L'occupation durera ensuite un peu plus de quatre ans. L'usine textile est textile est détruite par les allemands le 26 août 1914.

Passage à Wignehies de la commission parlementaire allemande pour l'Armistice, le 7 novembre 1918
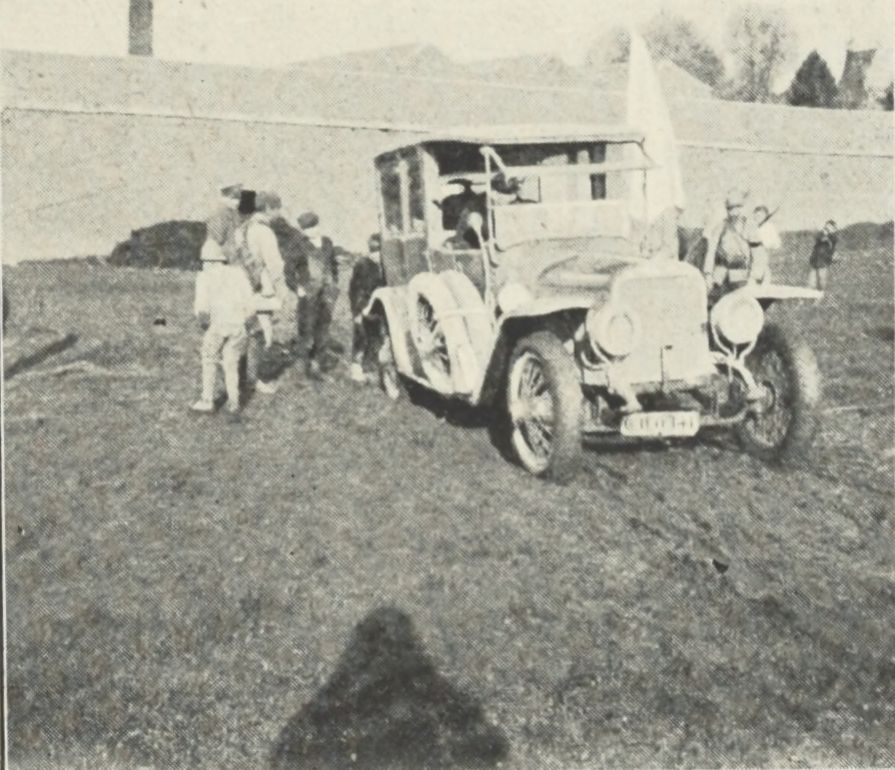
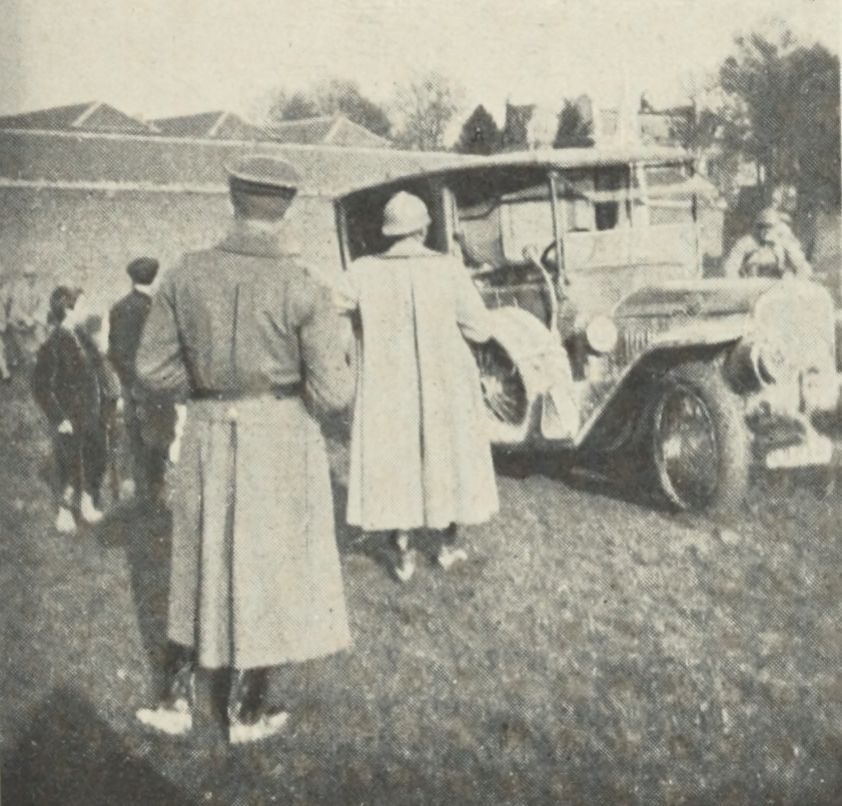

- 1920 : L'activité de l'usine textile reprend lorsque la société François Boussus et Compagnie entre dans le groupe SFRF (Société des Filatures de laine peignée de la Région de Fourmies).

- 1936 : L'usine textile ferme en 1936.

- 1939 : Entre le 7 octobre et le 25 novembre 1939, le maréchal Leclerc, qui s'appelait encore à l'époque Philippe de Hauteclocque, a séjourné à Wignehies « chez l'habitant » dans une maison située route de Rocquigny, aujourd'hui dénommée Rue du Maréchal-Leclerc. Le militaire avait été missionné pour surveiller le prolongement de la ligne Maginot, la « trouée de Chimay » entre Hirson et Trélon, avant de repartir en Lorraine.

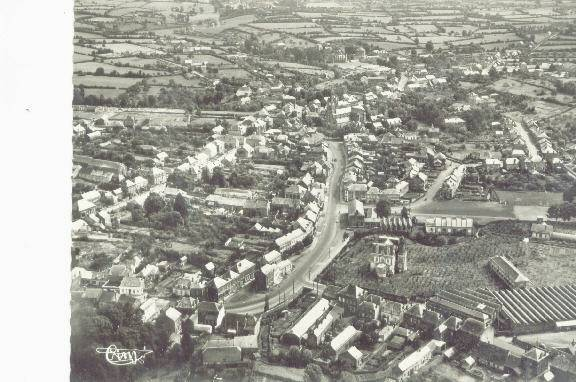
Vue aérienne de la commune en 1957.

- 1940 - 1944 : De mai 1940 à septembre 1944, la Commune de Wignehies se trouve en zone occupée par les troupes allemandes.

- 1959 : En 1959, les ateliers de cuirs de l'usine Dag Lavane par Avraham Holzmann sont créés.

- 1984 : En 1984, la Filature de Wignehies, qui faisait partie de la SFRF, Société de Filatures de laines peignées de la Région de Fourmies, est fermée.

- 1987 : La Polyclinique de la Thiérache, établissement médical créé par Edmond Koral, chirurgien né en 1947 et décédé en 2009, et son épouse Elisabeth Koral, est ouverte  le 23 mai 1987. La rue qui longe l'établissement porte le nom de « Rue Edmond Koral » depuis décembre 2009.

- 1990 : L'usine textile, fermée en 1936, reprend vie en septembre 1990 avec l'arrivée des Tissages de Boué (Aisne). Elle s'arrêtera définitivement en août 2002.

## Politique et administration

### Rattachements administratifs et électoraux
La commune se trouve dans l'arrondissement d'Avesnes-sur-Helpe du département du Nord. Pour l'élection des députés, elle fait partie depuis 2012 de la troisième circonscription du Nord.
Elle faisait partie depuis 1801 du canton de Trélon. Dans le cadre du redécoupage cantonal de 2014 en France, la commune est intégrée au canton d'Avesnes-sur-Helpe.

### Intercommunalité
La commune était membre de la Communauté de communes Action Fourmies et environs, créée en 1993.
Cette intercommunalité a fusionné avec une autre pour former, le 1er janvier 2014, la communauté de communes du Sud Avesnois, dont la commune est désormais membre.

### Maire de Wignehies
Maire en 1802-1803 : Ponce L. Cury.

Maire en 1807 : Fontaine.
| Période                                  | Période                       | Identité             | Étiquette    | Qualité |
| ---------------------------------------- | ----------------------------- | -------------------- | ------------ | --- |
| Les données manquantes sont à compléter. |                               |                      |              | |
| vers janvier 1875                        | vers avril 1879               | Pacifique Réal       |              | |
| vers sept. 1883                          | vers mai 1896                 | Victor Poulet        |              | |
| avant 19 sept. 1896                      |                               | Ulric Bastien        | Bonapartiste | |
|                                          | 14 mai 1900                   | François Capelle     |              | |
| 21 mai 1900                              | 1904                          | François Cartegnie   |              | |
| mai 1904                                 | novembre 1919                 | Alfred Mercier       |              | |
| décembre 1919                            |                               | Gustave Derély       |              | |
| 1921                                     | 1925                          | Émile Fontaine       |              | |
| Les données manquantes sont à compléter. |                               |                      |              | |
| 1931                                     |                               | Adolphe Cappe        | SFIO         | Négociant Conseiller d'arrondissement (1931 → 1940)                                                                                           |
| Les données manquantes sont à compléter. |                               |                      |              | |
| 1965                                     | 1971                          | Edmond Cantinieau    | CNI          | Exploitant agricole Conseiller général de Trélon (1951 → 1964)                                                                                |
| 1971                                     | 1977                          | M. Taiclet           |              | |
| mars 1977                                | mars 2001                     | Marcel Dehoux        | PS           | Retraité de l'Éducation Nationale Député du Nord (21e puis 24e circ.) (1981 → 1993 et 1997 → 2007) Conseiller général de Trélon (1984 → 2001) |
| mars 2001                                | mars 2008                     | Jacquies Gosteau     | PS           | Retraité de la fonction publique territoriale Maire honoraire                                                                                 |
| mars 2008                                | juillet 2020                  | Mme Dominique César, | SE puis UDI  | Médecin généraliste Vice-présidente de la CC Sud Avesnois (2014 → 2020)                                                                       |
| juillet 2020                             | En cours (au 16 juillet 2020) | Jean-Guy Bertin      |              | Agent de maîtrise retraité Vice-président de la CC du Sud Avesnois (2020 → )                                                                  |

### Jumelages
La ville est jumelée avec 
 Bocsig (Roumanie) depuis 1990.

## Population et société

### Démographie

#### Évolution démographique
L'évolution du nombre d'habitants est connue à travers les recensements de la population effectués dans la commune depuis 1793. Pour les communes de moins de 10 000 habitants, une enquête de recensement portant sur toute la population est réalisée tous les cinq ans, les populations de référence des années intermédiaires étant quant à elles estimées par interpolation ou extrapolation. Pour la commune, le premier recensement exhaustif entrant dans le cadre du nouveau dispositif a été réalisé en 2007.

En 2022, la commune comptait 2 813 habitants, en évolution de −4,16 % par rapport à 2016 (Nord : +0,51 %, France hors Mayotte : +2,11 %).
| 1793  | 1800  | 1806  | 1821  | 1831  | 1836  | 1841  | 1846  | 1851  |
| ----- | ----- | ----- | ----- | ----- | ----- | ----- | ----- | ----- |
| 1 964 | 1 708 | 1 843 | 1 947 | 2 106 | 2 134 | 2 297 | 2 413 | 2 415 |

| 1856  | 1861  | 1866  | 1872  | 1876  | 1881  | 1886  | 1891  | 1896  |
| ----- | ----- | ----- | ----- | ----- | ----- | ----- | ----- | ----- |
| 2 307 | 2 256 | 2 657 | 3 519 | 3 963 | 5 232 | 5 705 | 6 463 | 5 987 |

| 1901  | 1906  | 1911  | 1921  | 1926  | 1931  | 1936  | 1946  | 1954  |
| ----- | ----- | ----- | ----- | ----- | ----- | ----- | ----- | ----- |
| 4 662 | 4 401 | 4 379 | 3 758 | 3 990 | 3 819 | 3 759 | 3 372 | 3 710 |

| 1962  | 1968  | 1975  | 1982  | 1990  | 1999  | 2006  | 2007  | 2012  |
| ----- | ----- | ----- | ----- | ----- | ----- | ----- | ----- | ----- |
| 3 876 | 3 803 | 3 798 | 3 582 | 3 544 | 3 284 | 3 169 | 3 153 | 3 012 |

| 2017  | 2022  | - | - | - | - | - | - | - |
| ----- | ----- | - | - | - | - | - | - | - |
| 2 903 | 2 813 | - | - | - | - | - | - | - |

#### Pyramide des âges
La population de la commune est relativement jeune.
En 2018, le taux de personnes d'un âge inférieur à 30 ans s'élève à 35,5 %, soit en dessous de la moyenne départementale (39,5 %). À l'inverse, le taux de personnes d'âge supérieur à 60 ans est de 29,2 % la même année, alors qu'il est de 22,5 % au niveau départemental.
En 2018, la commune comptait 1 395 hommes pour 1 482 femmes, soit un taux de 51,51 % de femmes, légèrement inférieur au taux départemental (51,77 %).
Les pyramides des âges de la commune et du département s'établissent comme suit.
| Hommes | Classe d’âge | Femmes |
| ------ | ------------ | ------ |
| 0,8    | 90 ou +      | 2,2    |
| 7,0    | 75-89 ans    | 9,3    |
| 20,1   | 60-74 ans    | 18,9   |
| 19,1   | 45-59 ans    | 19,2   |
| 17,1   | 30-44 ans    | 15,5   |
| 15,2   | 15-29 ans    | 16,5   |
| 20,8   | 0-14 ans     | 18,4   |

| Hommes | Classe d’âge | Femmes |
| ------ | ------------ | ------ |
| 0,5    | 90 ou +      | 1,4    |
| 5,3    | 75-89 ans    | 8,1    |
| 14,8   | 60-74 ans    | 16,2   |
| 19,1   | 45-59 ans    | 18,4   |
| 19,5   | 30-44 ans    | 18,7   |
| 20,7   | 15-29 ans    | 19,1   |
| 20,2   | 0-14 ans     | 18     |

### Enseignement

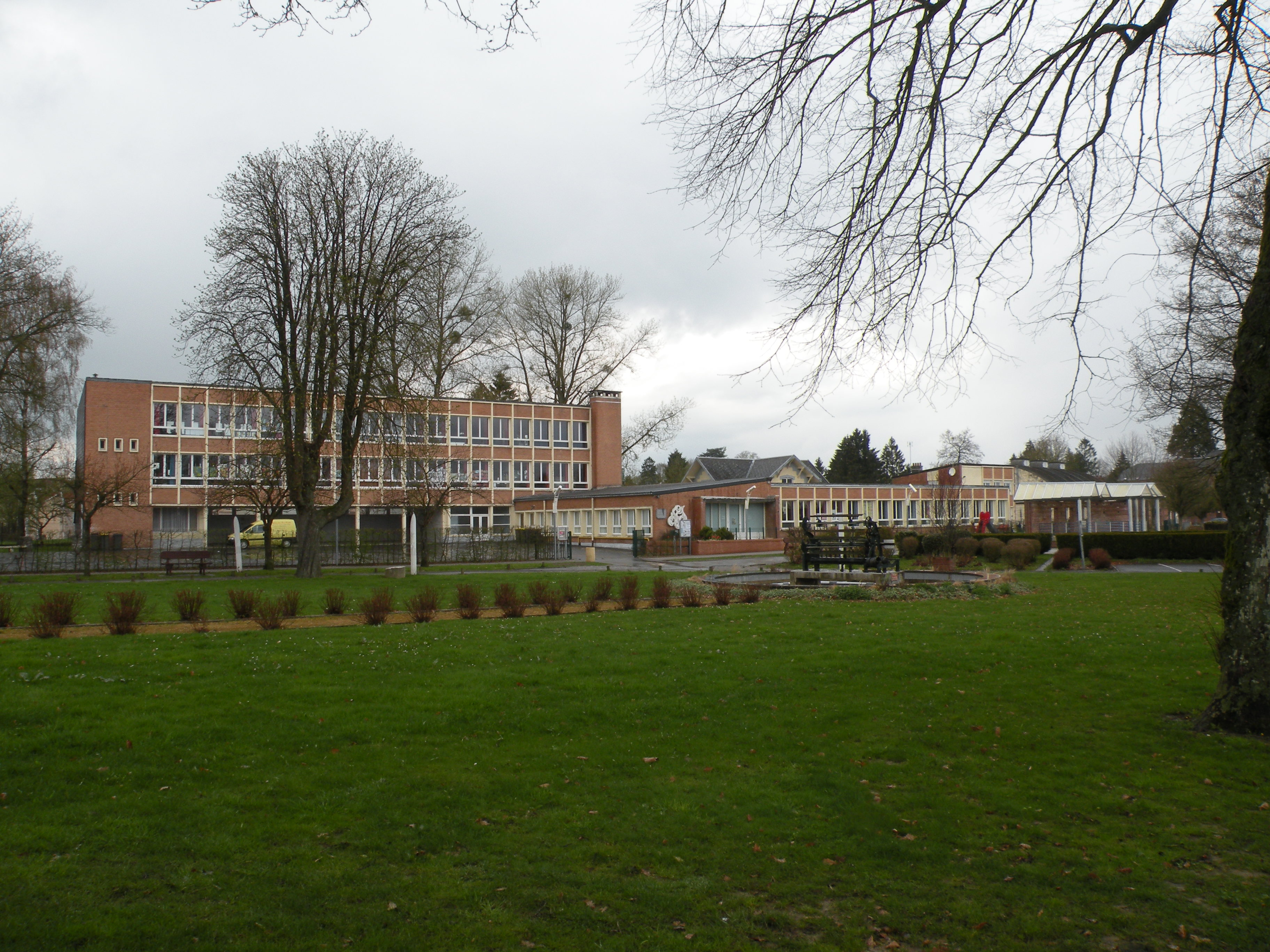
L'école de Wignehies.

- école ;
- médiathèque[35].

### Manifestations culturelles et festivités
- Fête du Printemps : créée en 1961, cette fête a lieu le week-end de la Fête des Mères : concert, Braderie/Brocante, Spectacle pyrotechnique, Apéritif-concert, Défilé carnavalesque et Fête Foraine tout le week-end
- Marché de Noël : troisième week-end de décembre - Salle des Fêtes et Place François Mitterrand - Diverses manifestations durant le week-end avec une parade le samedi en fin d'après-midi.

### Sports
Les Foulées Pïennes :Club d'Athlétisme ; Le Volant Pïen : Club de Badminton ; Wignehies Savate Boxing Club : club de boxe ; Wignehies-Olympique : club de foot ; Wignehies Fourmies Handball Club : club de Handball ; Family basket : club de Basket ; Hirondelle Pïenne : club de pétanque ; La Joyeuse : club de boules d'agglo ; La Claire : Société de pêche ; Remise en forme ;

### Associations
UNC/AFN ; Retrouvailles des Amis d'Antan ; Mémoire Vive de WIGNEHIES ; Si on dansait ; Scènes de Méninges en Avesnois ; Tricoteuses Pïennes ; Club du 3e Age ; Amicale de la Maison de Retraite ; Les Pïens Gourmands ; Générations Terne

## Culture locale et patrimoine

### Lieux et monuments
L'intersection du 50e parallèle nord et du 4e méridien à l'est de Greenwich se trouve sur le territoire de la commune (voir aussi le Degree Confluence Project).

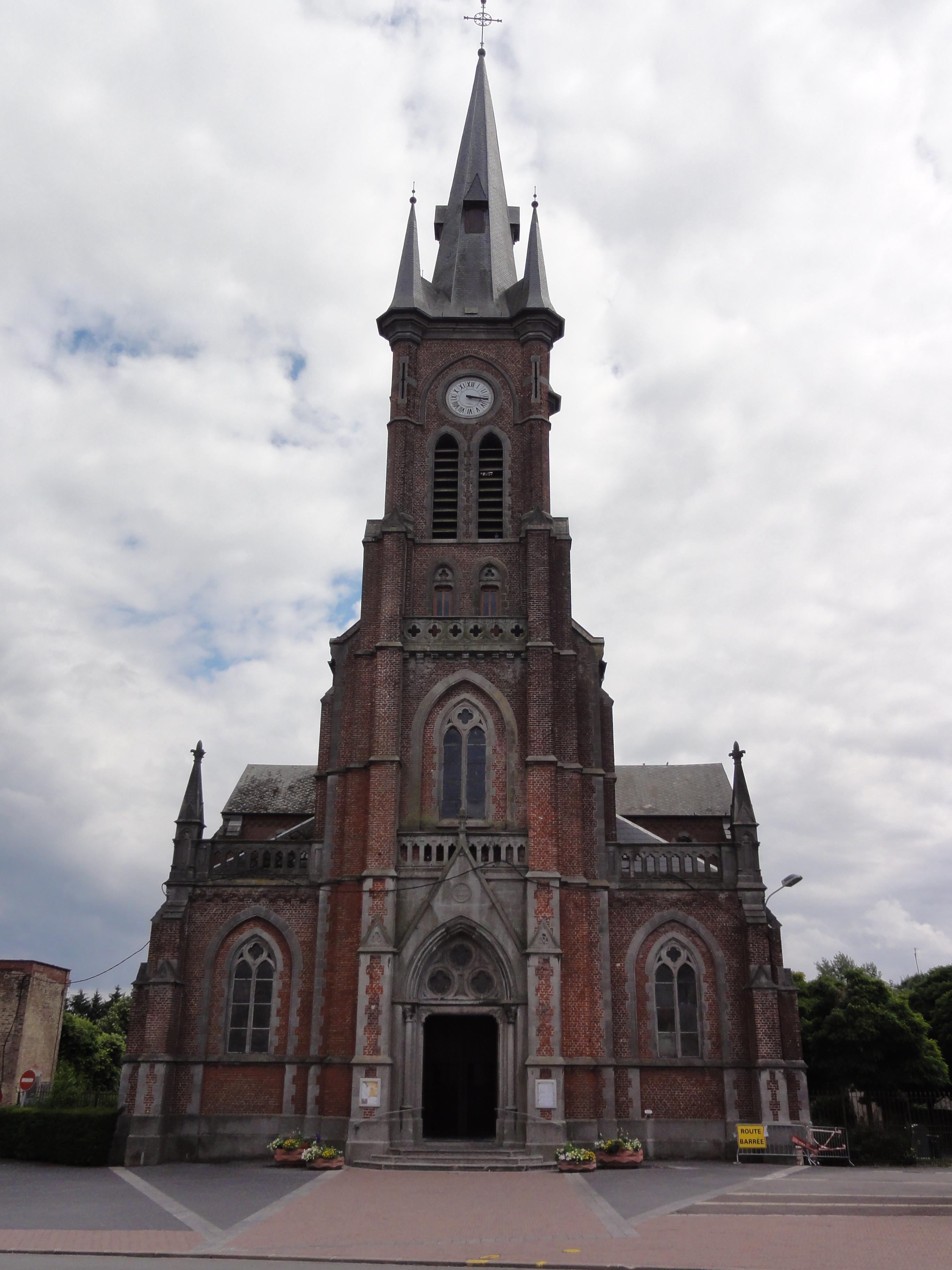
L'église Saint-Étienne.
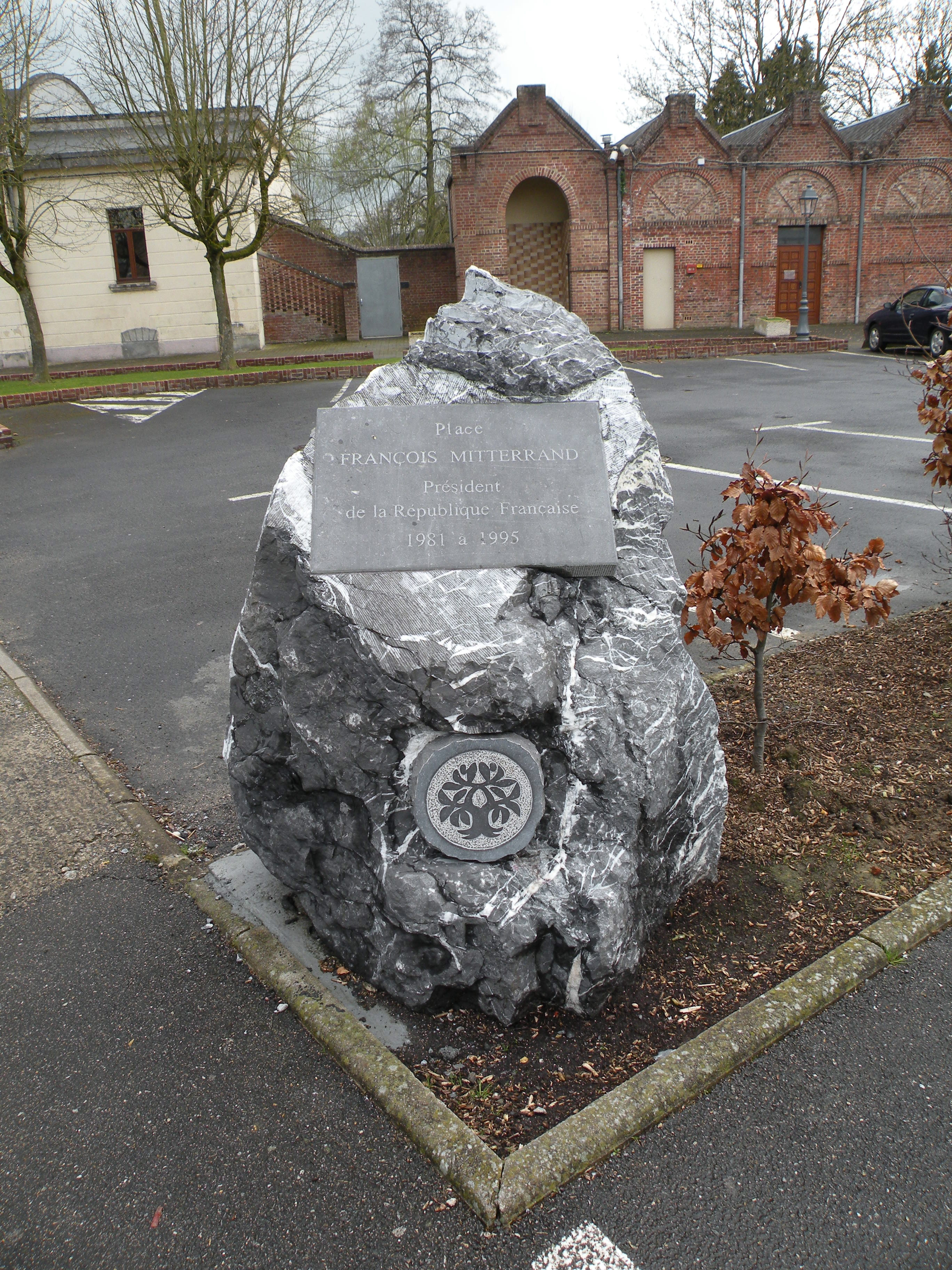
Stèle à François Mitterrand.
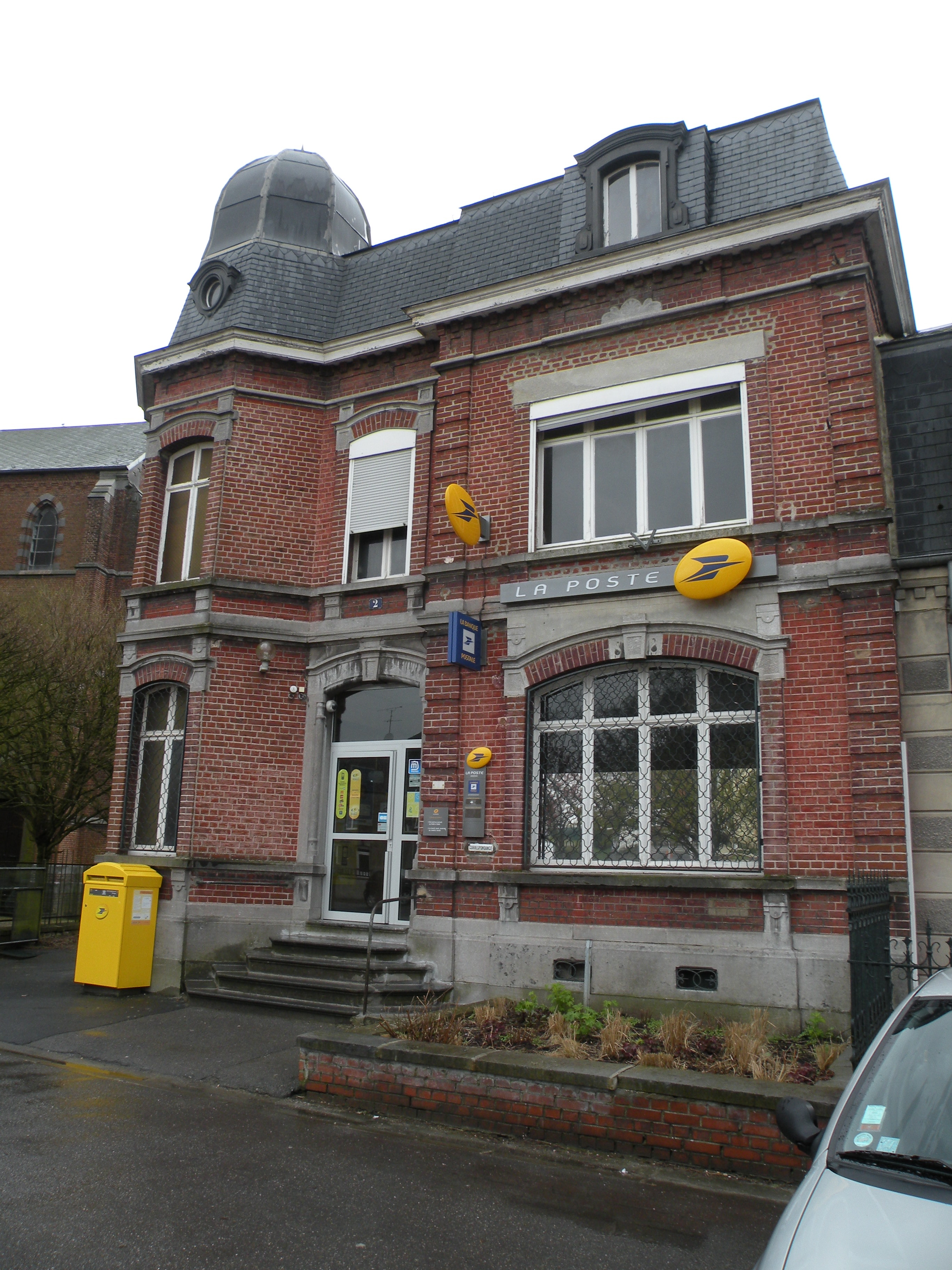
Le bureau de poste en 2012.
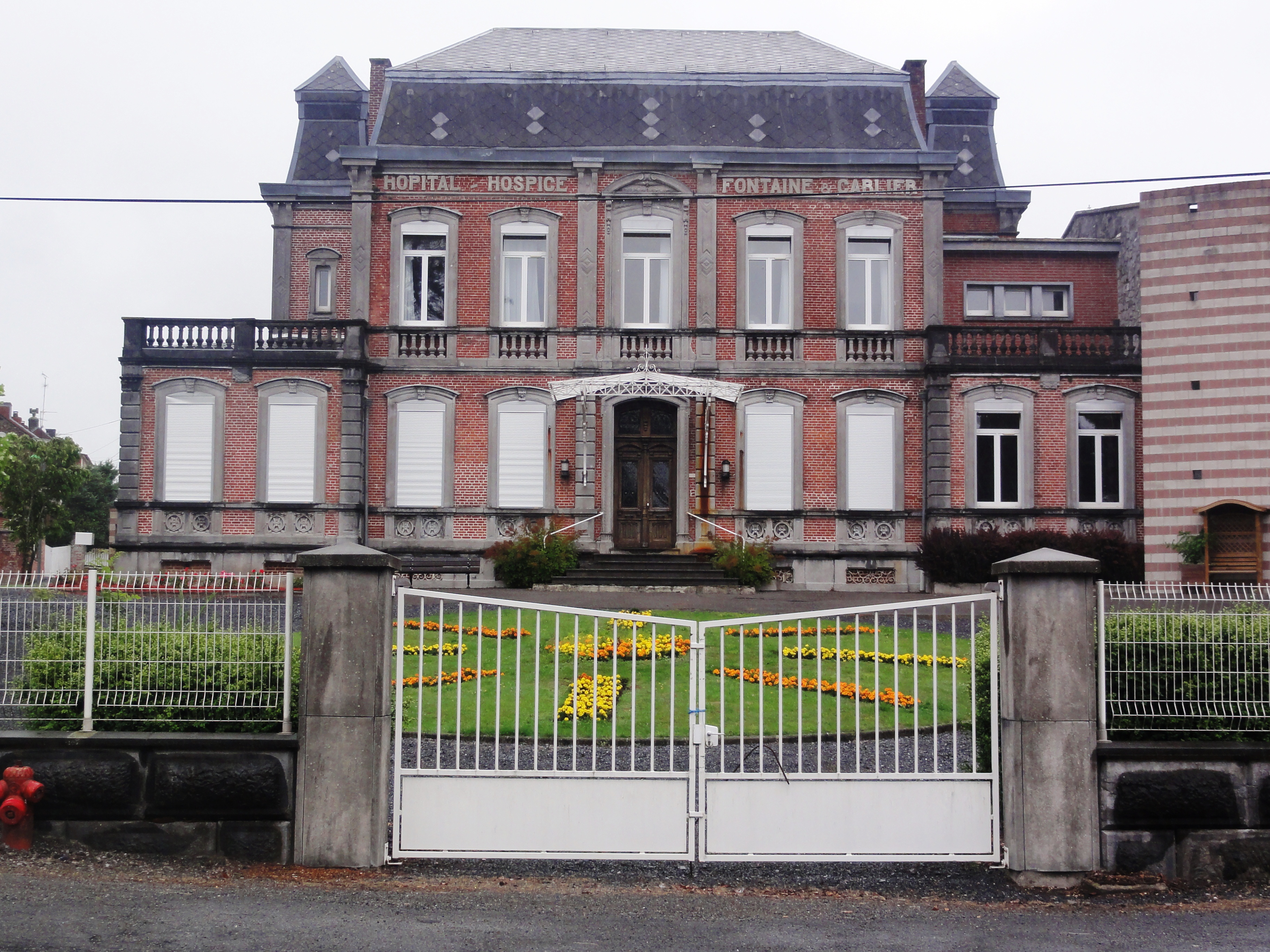
L'hôpital hospice Fontaine Carlier en 2011.
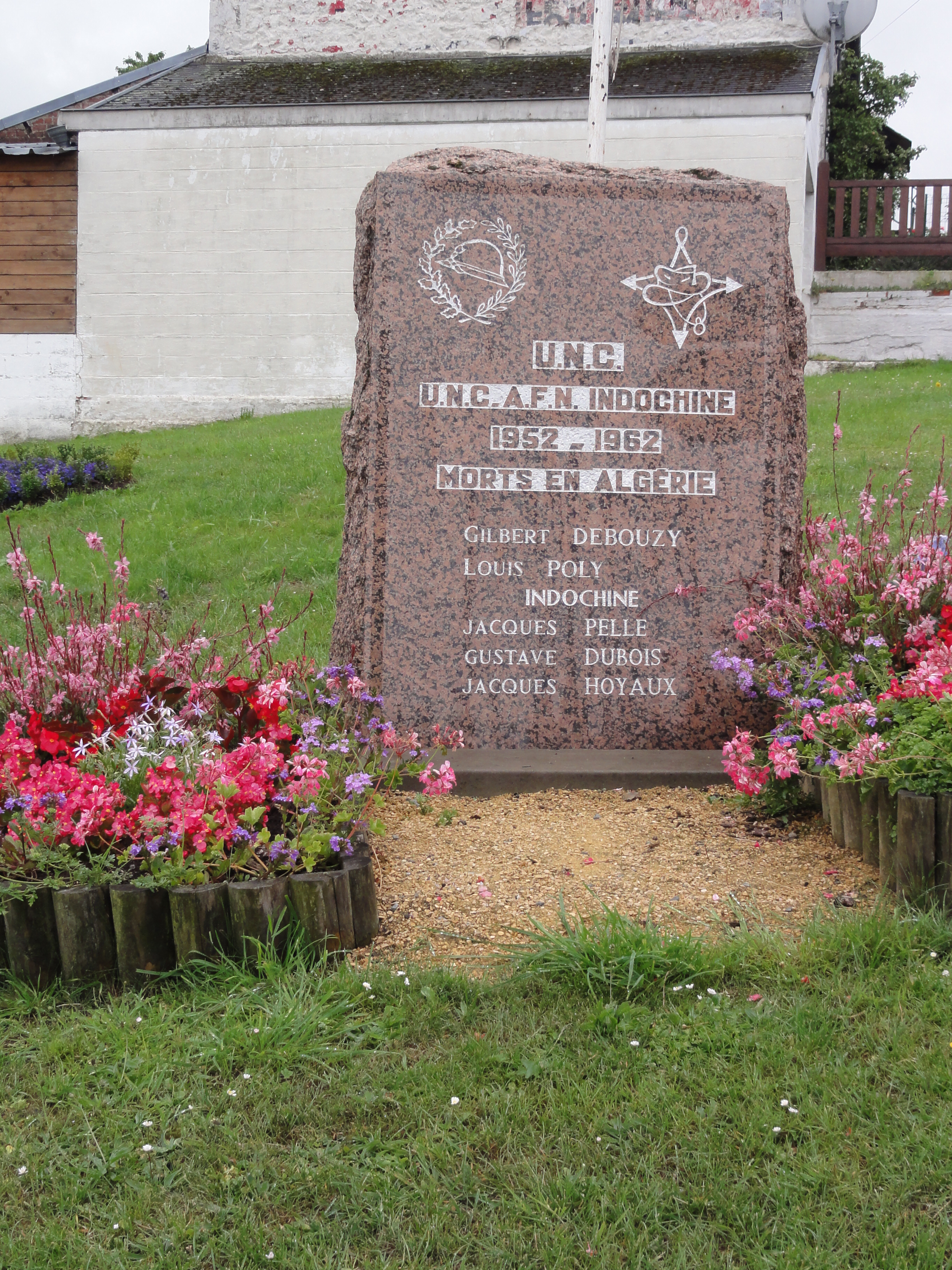
Monument aux morts des guerres d'Indochine et d'Algérie.

- Oratoires[35].

- L'église Saint-Étienne.
- Stèle à François Mitterrand.
- Le bureau de poste en 2012.
- L'hôpital hospice Fontaine Carlier en 2011.
- Monument aux morts des guerres d'Indochine et d'Algérie.

### Personnalités liées à la commune
- Michel Coquelet (1931-1961), né à Wignehies, missionnaire martyr au Laos, béatifié en 2016.
- Claudie Cuvelier, née à Wignehies en 1943, athlète, trois fois championne de France du lancer du poids et du lancer du disque et ancienne détentrice du record de France de chacune de ces spécialités.
- Louis Florin (décédé en 1963), artiste peintre paysager[pourquoi ?] [réf. nécessaire].
- Romain Gaudfrin : 1er prix du concours général des métiers, spécialité commerce, en 2005[pourquoi ?] [réf. nécessaire].
- Mike Lambret : champion du monde junior de savate boxe française en 2005 et champion du monde technique en 2008[pourquoi ?] [réf. nécessaire].
- Sullivan Lambret : champion du monde junior de savate boxe française en 2007 et champion du monde technique en 2008[pourquoi ?] [réf. nécessaire]
- Quentin Tanis : coureur cycliste, né à Wignehies en 1990[36].

### Héraldique
| Blason de Wignehies | Blason  | D'azur semé de fleurs de lis d'or.               |
| Blason de Wignehies | Détails | Le statut officiel du blason reste à déterminer. |